# Cercotrichas
Cercotrichas is een geslacht van zangvogels uit de familie vliegenvangers (Muscicapidae). Eerder zaten er meer soorten in dit geslacht maar vanwege parafylie zijn bij een taxonomische herziening in 2025 vijf soorten verplaatst naar het geslacht Tychaedon.

## Soorten
Het geslacht kent de volgende soorten:
- Cercotrichas galactotes  – Rosse waaierstaart
- Cercotrichas hartlaubi  – Bruinrugwaaierstaart
- Cercotrichas leucophrys  – Witbrauwwaaierstaart
- Cercotrichas paena  – Kalahariwaaierstaart
- Cercotrichas podobe  – Zwarte waaierstaart